# Ithone fulva
Ithone fulva là một loài côn trùng trong họ Ithonidae thuộc bộ Neuroptera. Loài này được Tillyard miêu tả năm 1916.